# Pravda lejtenanta Klimova
Pravda lejtenanta Klimova (Правда лейтенанта Климова) è un film del 1981 diretto da Oleg Daškevič.

## Trama
Il film racconta di un ufficiale di marina Klimov, che scopre che sua moglie lo ha tradito. Ha colpito pubblicamente il suo avversario, a seguito del quale è stato retrocesso e trasferito alla Flotta del Nord, dove inizierà a ripristinare la sua reputazione.